# Kazimierz Chełchowski
Kazimierz Chełchowski (ur. 20 lutego 1858 w Chojnowie k. Przasnysza, zm. 12 stycznia 1917 w Warszawie) – lekarz, działacz społeczny. Syn Teodora Chełchowskiego h. Lubicz, właściciela majątku Chojnowo (1825–1891) i Julii z Obrębskich (1829–1898). Brat Marii Śniechowskiej, Teodory Rouppertowej, Stanisława i Jadwigi Milewskiej.

## Życiorys

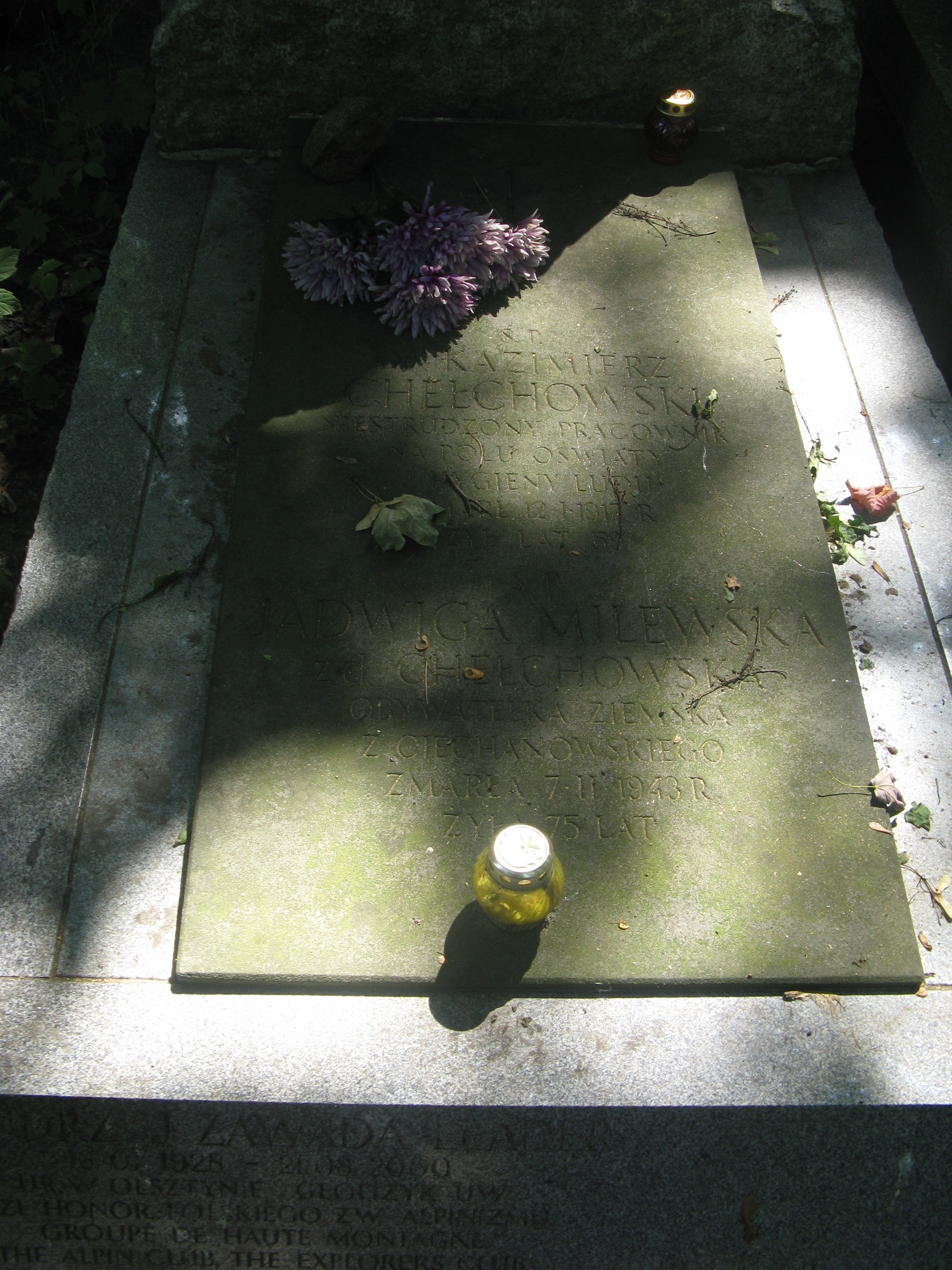
Grób Kazimierza Chełchowskiego na cmentarzu Powązkowskim

W 1875 ukończył ze złotym medalem IV gimnazjum w Warszawie i w 1880 Wydział Lekarski Cesarskiego Uniwersytetu Warszawskiego. Wraz z przyjaciółmi założył tajne Koło Oświatowe, które wydawało książki i broszury dla ludu w założonej przez nich Księgarni Polskiej.
Do 1890 był asystentem Kliniki Terapeutycznej Uniwersytetu, pracując jednocześnie nad anatomią patologiczną u prof. W. Brodowskiego. Od 1881 przez kilkanaście lat był konsultantem Zakładu Leczniczego w Nałęczowie. W 1891 został ordynatorem oddziału chorób wewnętrznych Szpitala Dzieciątka Jezus.
W 1882 został współwłaścicielem i członkiem redakcji Gazety Lekarskiej, w 1886 odbył naukową podróż zagraniczną do Berlina, Strasburga i Paryża. W 1889 podjął trwającą do 1916 ogromną pracę streszczania z każdego roku prac z patologii ogólnej w Przeglądzie piśmiennictwa lekarskiego polskiego. Ogłosił drukiem ok. 30 prac kliniczno-naukowych. Wydał pod swoją redakcją pracę bibliograficzną Wykaz oryginalnych prac lekarskich za czas od r. 1831 do 1890 włącznie (1897).
Kiedy w 1898 została zatwierdzona ustawa Warszawskiego Towarzystwa Higienicznego, Chełchowski stanął na czele Wydziału Higieny Ludowej. Do współpracy potrafił pozyskać nie tylko lekarzy, ale nauczycieli ludowych, chłopów, księży i wielu znanych działaczy społecznych. Brał czynny udział we wszystkich zjazdach higienicznych w kraju, współdziałał w utworzeniu stałego Muzeum Higieny Ludu w Częstochowie (1905), ogłosił ponad 20 prac z dziedziny higieny wsi i zagadnień społecznych, w tym cenne studium O chacie wiejskiej przed stu laty oraz Historię łaźni w Polsce.
Od 1900 roku był członkiem Ligi Narodowej. Udzielał się społecznie, w latach 1905-1917 był członkiem Towarzystwa Kursów Naukowych, od 23 V 1906 do 26 VI 1907 także członkiem Zarządu TKN. W 1906 wraz z kilkoma członkami Ligi Narodowej zapoczątkował utworzenie Stowarzyszenia Lekarzy Polskich, którego w latach 1912–1913 był prezesem. Działał w Macierzy Szkolnej, wchodząc w 1906 do jej pierwszego Zarządu Głównego. W 1916 za okupacji niemieckiej był jednym z inicjatorów wznowienia Macierzy i wszedł, już ciężko chory, do jej Zarządu Głównego.
Działania wojskowe podczas I wojny światowej zatrzymały go w Zagłębiu. Chełchowski zbierał tam materiały o chorobie głodowej. Towarzystwo Lekarskie Zagłębia obwołało go swym prezesem. Ostatni okres życia spędził w Warszawie. Był członkiem Rady Warszawy (1916).
Nie założył rodziny; cały swój majątek wynoszący 15000 rubli przeznaczył na cele społeczne. Pochowany został na cmentarzu Powązkowskim w Warszawie (kwatera 65-2-13).
10 sierpnia 2008 r. w związku z obchodami 150. rocznicy śmierci Kazimierza Chełchowskiego w tzw. Parku Dydaktycznym w Rostkowie poświęcony został jego pomnik autorstwa Jana Stępkowskiego ze Strzegowa.

## Literatura dodatkowa
- Wacław Łapiński: Chełchowski Kazimierz. W: Polski Słownik Biograficzny. T. 3: Brożek Jan – Chwalczewski Franciszek. Kraków: Polska Akademia Umiejętności – Skład Główny w Księgarniach Gebethnera i Wolffa, 1937, s. 270–271. Reprint: Zakład Narodowy im. Ossolińskich, Kraków 1989, ISBN 83-04-03291-0